# HC Westfalia Herne
Der Handball Club Westfalia Herne e. V. ist ein Handballverein aus Herne.
Im Jahr 1992 trennte sich die Handballabteilung von dem Sportverein Westfalia Herne und gründete sich als SC Westfalia Herne Handball e. V. neu. Seit 2005 heißt der Verein Handballclub Westfalia Herne e. V.
Die A-Jugend Mannschaft spielte in der Saison 2018/2019 in der A-Jugend-Bundesliga. Die erste Mannschaft spielt seit 2022 in der Oberliga Westfalen.